# Kasteel Pulhof

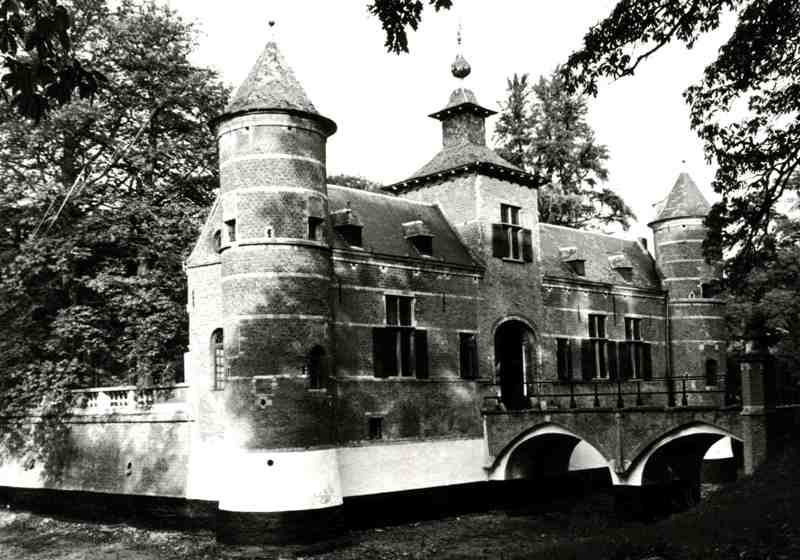
Poortgebouw

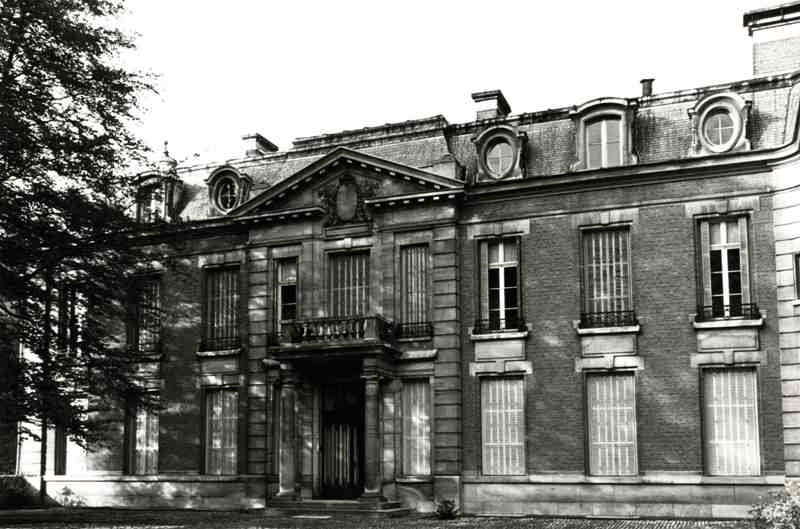
Hoofdgebouw

Kasteel Pulhof is een kasteel in de Antwerpse plaats Wijnegem, gelegen aan  's Gravenwezelsteenweg 59-65.
De oudste vermelding van kasteel Pulhof dateert uit het begin van de 14e eeuw. Oorspronkelijk was het vermoedelijk een versterkte nederzetting, maar in de vroege 15e eeuw werd het een buitengoed met een landbouwuitbating. In 1566 kwam het kasteel, een hof van plaisantie in renaissancestijl, in handen van Thomas Lhermite en Maarten van Ranst. Binnen de omwalling bevonden zich een poortgebouw met twee ronde torens en een vierkante toren boven de toegangspoort. Aan de andere zijde van de binnenkoer stond het hoofdgebouw met galerijen, een kapel en twee ronde hoektorens. Aan de oostzijde lag een fraaie renaissancetuin met beelden.
Tijdens de Nederlandse Opstand verbleef de Spaanse landvoogd Alexander Farnese in 1576 op het kasteel. Bij zijn vertrek liet hij het platbranden, waardoor het de bijnaam "Verbrand Hof" kreeg. In 1674, toen Margaretha Van den Berghe het kasteel erfde, was het nog steeds niet heropgebouwd.
In de 18e eeuw wisselde het domein tweemaal van eigenaar en was het in bezit van de families Gansacker en Respani. In 1801 werd het gekocht door Emmanuel Van Ertborn en later kwam het in handen van de families Werbrouck en De Meulenaer.
In 1907 gaf Hendrik Willem Ackermans de gerenommeerde Antwerpse architect Stordiau de opdracht om het kasteel te verbouwen. Aanvankelijk werd gedacht aan restauratie en uitbreiding in rococostijl, maar uiteindelijk werd besloten tot een bijna volledig nieuw kasteel in Lodewijk XVI-stijl. Het oude kasteel werd tot de kelderverdieping afgebroken en tussen 1909 en 1910 werd het nieuwe hoofdgebouw opgetrokken. Hoewel Stordiau ook nieuwe toegangspaviljoenen ontwierp, bleef het 16e-eeuwse poortgebouw in traditionele bak- en zandsteenarchitectuur behouden.
Sinds 1994 is Pulhof beschermd als monument. Christina Van Haaren-Ackermans bepaalde in haar testament dat het kasteel en het omliggende park na haar overlijden op 103-jarige leeftijd in 2003 zouden worden geschonken aan de provincie Antwerpen. Dit legaat was echter verbonden aan de voorwaarde dat het kasteel binnen tien jaar een culturele bestemming zou krijgen. Indien hier niet aan werd voldaan, zou het eigendom overgaan naar het Rode Kruis Vlaanderen en Unicef Belgium als algemene legatarissen. In 2015 kwam het kasteel uiteindelijk opnieuw in privébezit.

## Kasteel Pulhof in Berchem
In de Antwerpse deelgemeente Berchem stond, in het gebied Het Rooi (Nieuw Kwartier), tot 1964 ook een kasteel Pulhof, dat toen eigendom was van de familie De Roest d'Alkemade. Na afbraak kwamen er flatgebouwen, in een “de Roest d'Alkemadelaan”. Van het kasteeldomein bleef alleen een 18e-eeuwse paviljoentje over.